# Moto E
O Moto E é um smartphone desenvolvido e fabricado pela Motorola. Lançado após de seu bem sucedido Moto G, o Moto E é um dispositivo destinado a competir contra celulares de entrada (baixo custo), proporcionando um dispositivo de bom custo-beneficio. Esse smartphone, pela primeira vez, fez os proprietários e os consumidores ficarem atentos ao orçamento, com especial destaque para o mercado emergente.
O dispositivo foi apresentado em 13 de maio de 2014 e disponibilizado em lojas on-line na Índia e nos Estados Unidos no mesmo dia. Na Índia, o lançamento do Moto E foi recebido com alta demanda, semelhante à da versão indiana do Moto G, que fez com que o site de comercialização on-line do dispositivo no país, chamado Flipkart, sobrecarregasse e ficasse fora do ar. Teve uma segunda edição em 2015 e foi substituído na faixa de preço pelo Moto G 4 Play em 2016.

## Desenvolvimento
O lançamento do Moto G, foi um grande sucesso para a Motorola, que havia sido adquirida pelo Google LLC em 2012 e estava em processo de ser vendido para a Lenovo a partir de janeiro de 2014. No primeiro trimestre de 2014, a Motorola vendeu 6,5 milhões de telefones liderados por fortes vendas do Moto G, especialmente em mercados como a Índia, Brasil e no Reino Unido, onde a empresa respondeu por 6% das vendas de smartphones vendidos no trimestre, um aumento de quase 0.
O Moto E foi desenhado para competir especificamente contra celulares topo de linha no mercado emergente. Segundo Charlie Tritschler, vice-presidente da Motorola e sênior de produtos, o objetivo de o Moto E é para "acabar com celulares topo de linha" e o dispositivo é voltado principalmente para "pessoas que simplesmente não imaginam que podem pagar um smartphone." Magnus Ahlqvist, vice-presidente da divisão EMEA da Motorola estimou que entre 65 a 70% dos usuários na Índia ainda usam celulares topo de linha. Em fevereiro de 2014, a Motorola lançou o Moto G na Índia exclusivamente através da loja online Flipkart, marcando seu primeiro lançamento no país desde 2012. O estoque do site de 20.000 unidades foram vendidas em poucas horas e venderam 247.000 unidades de Moto G em apenas dois meses, ranking como o 12º Smartphone mais vendido no país no primeiro trimestre de 2014.
Trischler observou que a durabilidade era um ponto de venda em mercados emergentes, citando especificamente o uso de dispositivos com Gorilla Glass 3, revestimento anti-manchas e um revestimento contra respingos de água semelhante ao Moto G - que ele também observou que normalmente não são vistos em tais produtos de baixa potência. A empresa também enfatizou seus esforços para reduzir o custo da construção do celular sobre os equipamentos utilizados pelo Moto G. Tritschler afirmou que estas medidas têm de ser "arquitetadas para um certo produto, você não pode simplesmente cortar o preço." No geral, o Moto E é de 40% mais barato que o Moto G.
A versão do Android enviado ao dispositivo, o KitKat 4.4.3, contém uma série de mudanças destinadas para otimizar o sistema operacional para dispositivos de baixa potência como o Moto G e E. Para enfatizar o desempenho do dispositivo, a Motorola argumentou em uma demonstração de que o Moto E é ligeiramente mais rápido do que o Smartphone de alta potência, Samsung Galaxy S4, em executar tarefas básicas, como a execução de determinadas aplicações (como a câmera e o navegador) e voltar à tela inicial a partir de um aplicativo.

### Lançamento
O Moto E foi anunciado em 13 de maio de 2014, e na Índia foi um dos primeiros países onde o Moto E foi lançado; o dispositivo foi lançado exclusivamente pela Flipkart, onde era vendido por 6.999 rupias Indianas (EUA $ 120) sem um contrato. Após o seu lançamento à meia-noite, no horário local, a demanda para o dispositivo era tão alta que a enorme quantidade de pessoas no site fez com que ele sobrecarregasse e parasse de funcionar. O dispositivo também foi lançado on-line através do site da Motorola nos Estados Unidos e no Reino Unido. O Moto E está para ser lançado em outros mercados, como no Canadá, México e Espanha.

## Especificações
A construção e o design do Moto E é semelhante ao do Moto G, com um revestimento "salpicado", uma capa levemente curvada e um alto-falante abaixo da tela. O aparelho está disponível nas cores de preto ou branco, e tem uma capa traseira intercambiável com diferentes opções de cores. Possui um painel IPS de 4,3 polegadas (11 cm) de exibição, revestido com Gorilla Glass 3. O dispositivo usa um dual-core de 1,2 GHz, processador Qualcomm Snapdragon 200, e inclui 1 GB de RAM. O Moto E tem 4 GB de armazenamento interno, que pode ser expandido até 32 GB com um cartão MicroSD. O Moto E suporta a conectividade 3G e Wi-Fi, e está disponível em um modelo dual SIM em mercados selecionados. O dispositivo inclui uma bateria não-removível de 1980 mAh, que Motorola apresentou como tendo o duramento para "todo o dia". O Moto E possui uma câmera traseira de foco fixo de 5 megapixels; o dispositivo não inclui um flash ou uma câmera frontal.
Os Moto E tem uma versão de estoque com o Android KitKat 4.4. Alguns aplicativos específicos da Motorola são incluídos, incluindo Assist, introduzido no Moto X, que permite automaticamente que se desative determinados modos, como silenciar o celular ou auto-responder as mensagens de texto, dependendo de certos cenários, como quando um usuário está em uma reunião, ou dirigindo (usando o calendário). O Moto E também inclui um novo aplicativo de "Alerta", que permite aos usuários notificarem uns aos outros de sua localização. Segundo a Motorola, vai ser lançado uma atualização do Moto E para a próxima versão do Android após seu lançamento.

## Versões
| Modelo          | Moto E                                    | Moto E2                                                                                         | Moto E3                                                     | Moto E4                                                                                           | Moto E4 Plus |
| --------------- | ----------------------------------------- | ----------------------------------------------------------------------------------------------- | ----------------------------------------------------------- | ------------------------------------------------------------------------------------------------- | --- |
| Imagem          |                                           |                                                                                                 |                                                             |                                                                                                   | |
| SO Inicial      | Android 4.4.4 Kitkat                      | Android 5.0.2 Lollipop                                                                          | Android 6.0 Marshmallow                                     | Android 7.1.1 (Nougat)                                                                            | Android 7.1.1 (Nougat) |
| SO Máximo       | Android 5.1 Lollipop                      | Android 5.1. versão 3G Android 6.0 versão 4G e DTV                                              |                                                             | Android 7.1.1 (Nougat)                                                                            | Android 7.1.1 (Nougat) |
| Tela/Ecrã       | IPS LCD 4.3"                              | IPS LCD 4.5"                                                                                    | IPS LCD 5"                                                  | IPS LCD 5"                                                                                        | IPS LCD 5.5" |
| Resolução       | qHD 960 x 540 px                          | qHD 960 x 540 px                                                                                | HD 1280 x 720 px                                            | HD 720 x 1280 pixels                                                                              | HD 720 x 1280 pixels |
| CPU             | Qualcomm Snapdragon 200 Dual-Core 1.2 GHz | Qualcomm Snapdragon 200 Quad-Core 1.2 GHz (versão 3G) Qualcomm Snapdragon 410 Quad-Core 1.2 GHz | Mediatek MT6735P Quad-core 1.0 GHz                          | Mediatek MT6737 Quad-core 1.3 GHz Cortex-A53                                                      | Mediatek MT6737 Quad-core 1.3 GHz Cortex-A53                                                                                       |
| RAM             | 1 GB                                      | 1 GB                                                                                            | 1 GB                                                        | 2 GB RAM                                                                                          | 3GB |
| Memória         | 4 GB com expansão via Micro-SD            | 8 GB com expansão via Micro-SD (versão 3G) 16 GB com expansão via Micro-SD (versão 4G e DTV)    | 8 GB com expansão via Micro-SD                              | 16 GB com expansão via Micro-SD até 128 GB                                                        | 16/32 GB, com expansão via Micro-SD até 128 GB                                                                                     |
| Conectividade   | Wi-Fi, Bluetooth 4.0, GPS/Glonass         | Wi-Fi, Bluetooth 4.0, GPS/Glonass                                                               | Wi-Fi, Bluetooth 4.0, GPS/Glonass                           | Wi-Fi (802.11 b/g/n, hotspot), Bluetooth 4.2 (A2DP, LE, aptX), GPS with A-GPS, GLONASS            | Wi-Fi (802.11 b/g/n, hotspot), Bluetooth 4.2 (A2DP, LE, aptX), GPS with A-GPS, GLONASS                                             |
| Câmera          | Principal: 5 MP com vídeo em 480p         | Principal: 5 MP com vídeo em 480p (versão 3G) / HD 720p (versão 4G e DTV) Frontal: VGA          | Principal: 8 MP com flash e vídeo em HD 720p. Frontal: 5 MP | Principal: 8 MP, f/2.2, autofocus, LED flash Secundária:5 MP, f/2.2, 1.4 µm pixel size, LED flash | Primária: 13 MP, f/2.0, autofocus, LED flash geo-tagging, panorama, HDR e Video em HD 720p@30fp Secundária: 5 MP, f/2.2, LED flash |
| Alimentação     | Bateria de 1980 mAh não removível         | Bateria de 2390 mAh não removível                                                               | Bateria de 2800 mAh removível                               | Bateria Li-Ion 2800 mAh removível                                                                 | Bateria Li-Ion 5000 mAh não removível                                                                                              |
| Disponibilidade | Brasil, Estados Unidos                    | Brasil, Estados Unidos                                                                          | União Europeia                                              | Brasil, Estados Unidos                                                                            | Brasil, Estados Unidos |
| Modelo          | Moto E                                    | Moto E2                                                                                         | Moto E3                                                     | Moto E4                                                                                           | Moto E4 Plus |

## Recepção
Vlad Savov de The Verge elogiou o projeto do Moto E por não parecer um produto de "downmarket" (consumidores de baixa renda), e por ter um desempenho adequado, mas ainda por notar que a câmera do dispositivo não é tão boa quanto os de outros smartphones atuais. Ele chegou a dizer que "o mercado é povoado por gente com o Galaxy Fame e Galaxy Young - sendo que ambos estão presos no Android 4.1, e com pouca esperança de uma atualização, porém foi visto o Moto G, que é rápido e mais bem feito que os anteriores a ele."